# Pilot (American Horror Story)
"Pilot" és el primer episodi i l'estrena de la sèrie de televisió American Horror Story, que fou emesa per primera vegada a FX el 5 d'octubre de 2011. L'episodi fou escrit pels creadors de sèries Ryan Murphy i Brad Falchuk i dirigit pel mateix Murphy. Falchuk i Murphy havien col·laborat ja a Fox amb la comèdia-drama musical Glee.
Als Estats Units, l'estrena de la sèrie fou vista per 3,18 milions d'espectadors. L'episodi aconseguí un ràting de 1.6 entre la demografia de 18–49, traduint-se en 2 milions d'espectadors d'acord amb Nielsen Media Research. Això feu aquest episodi com la millor estrena de la xarxa de televisió en tota la seva història. La majoria de ressenyes crítiques de l'episodi pilot foren positives, i Metacritic el premià amb un 62 sobre 100 punts.

## Sinopsi
En aquest episodi, la família Harmon — en Ben (Dylan McDermott), la Vivien (Connie Britton) i la Violet (Taissa Farmiga) — es traslladen de from Boston a Los Angeles després que Vivien tingués un avortament del seu bebè i Ben hagués tingut un afer amb una de les seves alumnes. La família es traslladà a una mansió restaurada, sense saber que la casa estava maleïda. Mentre Vivien intenta lidiar amb la intrusiva veïna Constance (Jessica Lange), Violet estableix una relació amb el jove problemàtic Tate (Evan Peters).

## Trama

### 1978
Una nena, Addie (Katelyn Reed) de jove, mira una mansió, mentre uns nois bessons (Kai y Bodhi Schulz) s'apropen a la casa amb bats de beisbol. Addie els adverteix que si entren a la casa moriran. Però els nois no fan cas a l'advertència i entren a la casa. Un cop a dins, baixen al soterrani i es troben amb tot de gerros i pots de vidre amb restes d'animals, fetus humans, un cap de bebè, com també instrumental quirúrgic ensangonat. Un dels bessons acaba molestant-se per la mala olor del lloc, i abandona el soterrani escales amunt fins que s'adona que el seu germà s'ha quedat en silenci. Camina enrere per anar-lo a trobar amb complicacions per respirar, ja que ha sigut degollat i està sagnant per tota la gola.

### Present
La família Harmon es trasllada de Boston a Los Angeles per escapar del seu passat dolorós, però descobriran que els seus problemes estan lluny d'acabar-se. Ben, és un psiquiatre que lluita per guanyar-se de nou la confiança de la seva esposa, Vivien, després de tenir una aventura amb una dona més jove. Encara recuperant-se d'un avortament involuntari, Vivien sent que alguna cosa dolenta passa a la casa mentre intenta conviure amb la veïna tafanera, Constance, i la filla d'aquesta Adelaide (Jamie Brewer) que té Síndrome de Down.
Mentre investiguen l'àtic, Ben i Vivien troben un vestit de làtex negre. La seva filla, Violet, comença el seu primer dia a la nova escola i és increpada per un grup de noies. Ben comença a rebre pacients a la nova llar i un d'aquests pacients, un noi possiblement psicòtic anomenat Tate, comença una relació amb Violet. Però Tate va massa lluny al voler provar d'ajudar-la amb el seu problema de les noies que l'increpen a l'escola, Violet li diu que se'n vagi i no torni més, però sembla que alguna cosa a la casa és responsable del que ha passat. Vivien acaba recontractant una mestressa de casa, Moira (Frances Conroy), que ja havia estat treballant pels anteriors amos de la casa. Ben és l'únic que veurà a Moira com una noia jove si seductora (Alex Breckenridge). Ben i Vivien es barallen pels seus problemes abans de fer l'amor.
A Ben se li acosta Larry (Denis O'Hare), un ex-propietari de la casa amb grans cremades al seu rostre qui aparentment assassinà a la seva família en incendiar-ho tot després d'escoltar veus. Larry adverteix a en Ben que si no fuig amb la seva família de la casa, moriran. Ben, aquella nit acaba somnàmbul, i s'obsessiona amb els cremadors de la cuina. Constance l'atura. A Vivien al llit se li acosta una persona que ella creu que és en Ben amb el vestit de làtex, i acaba tenint sexe amb aquest estrany. Després acaba descobrint que està embarassada.

## Producció

### Concepció
Els creadors Murphy i Falchuk començaren a treballar en American Horror Story abans de produir la sèrie de televisió Glee. Murphy volia fer l'oposat a el que havia estat fent anteriorment i així és com començà a treballar en la sèrie. "Vaig passar de Nip/Tuck a Glee, així que tenia sentit que volgués fer quelcom difícil i obscur. I sempre he estimat, com Brad també, el gènere de terror. Així que fou quelcom natural per a mi." Digué, "Estem fent una peça neta, dolça, optimista, no cínica, volia fer quelcom que d'alguna manera tapés el costat diferent de la meva personalitat." Falchuk estava intrigat per la idea de posar un punt de vista diferent en el gènere de terror, dient que la seva feina principal en crear la sèrie era espantar als espectadors. "Vols que les persones estiguin una mica fora de balanç després", digué. El to obscur de la sèrie es reflecteix després de Dark Shadows, que l'àvia de Murphy obligà a aquest a veure quan era jove. A més, la sèrie s'inspira en pel·lícules clàssiques de terror com La llavor del diable de Roman Polanski i The Shining per Stanley Kubrick.

### Desenvolupament de la història

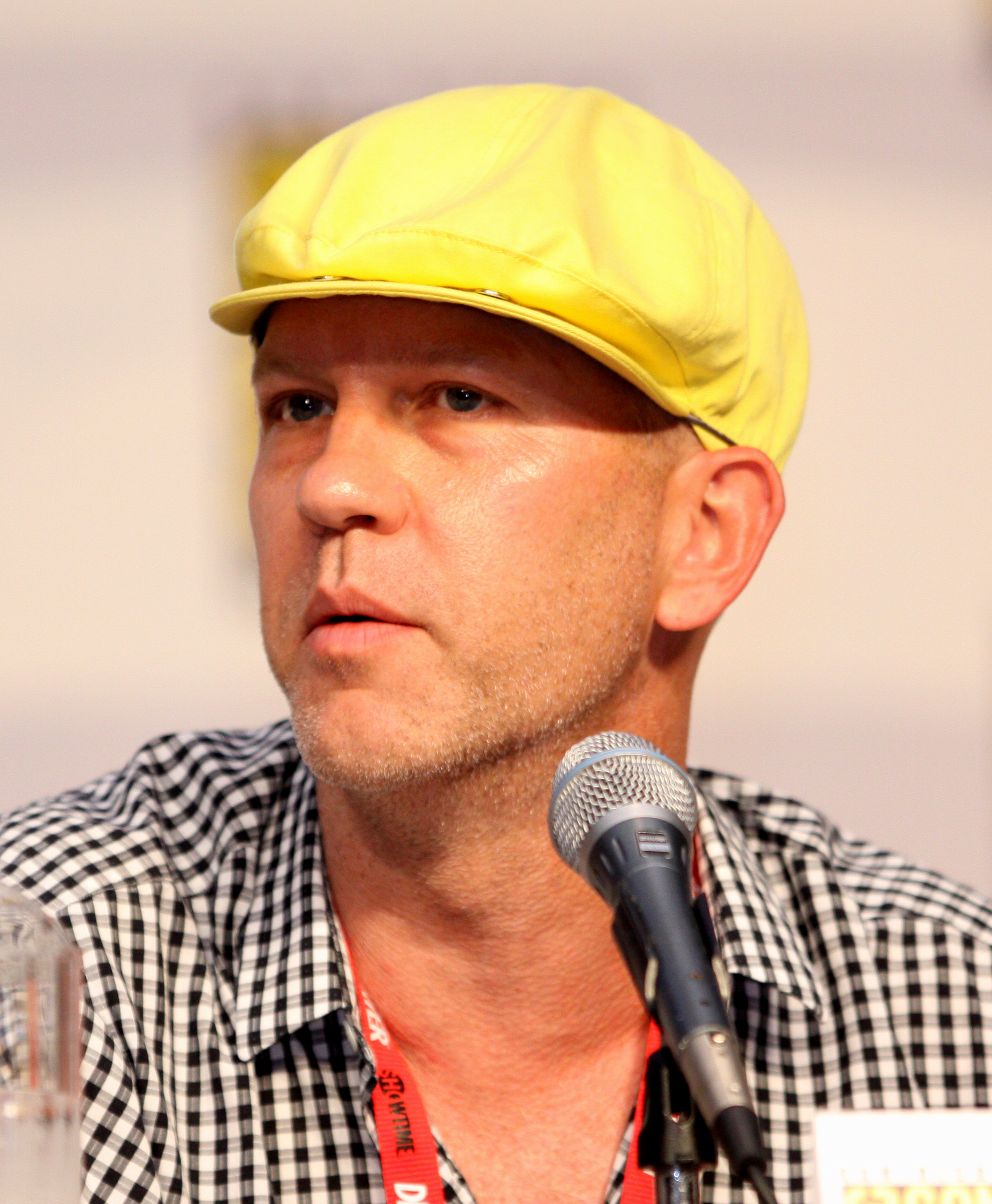
Ryan Murphy, creador de la sèrie.

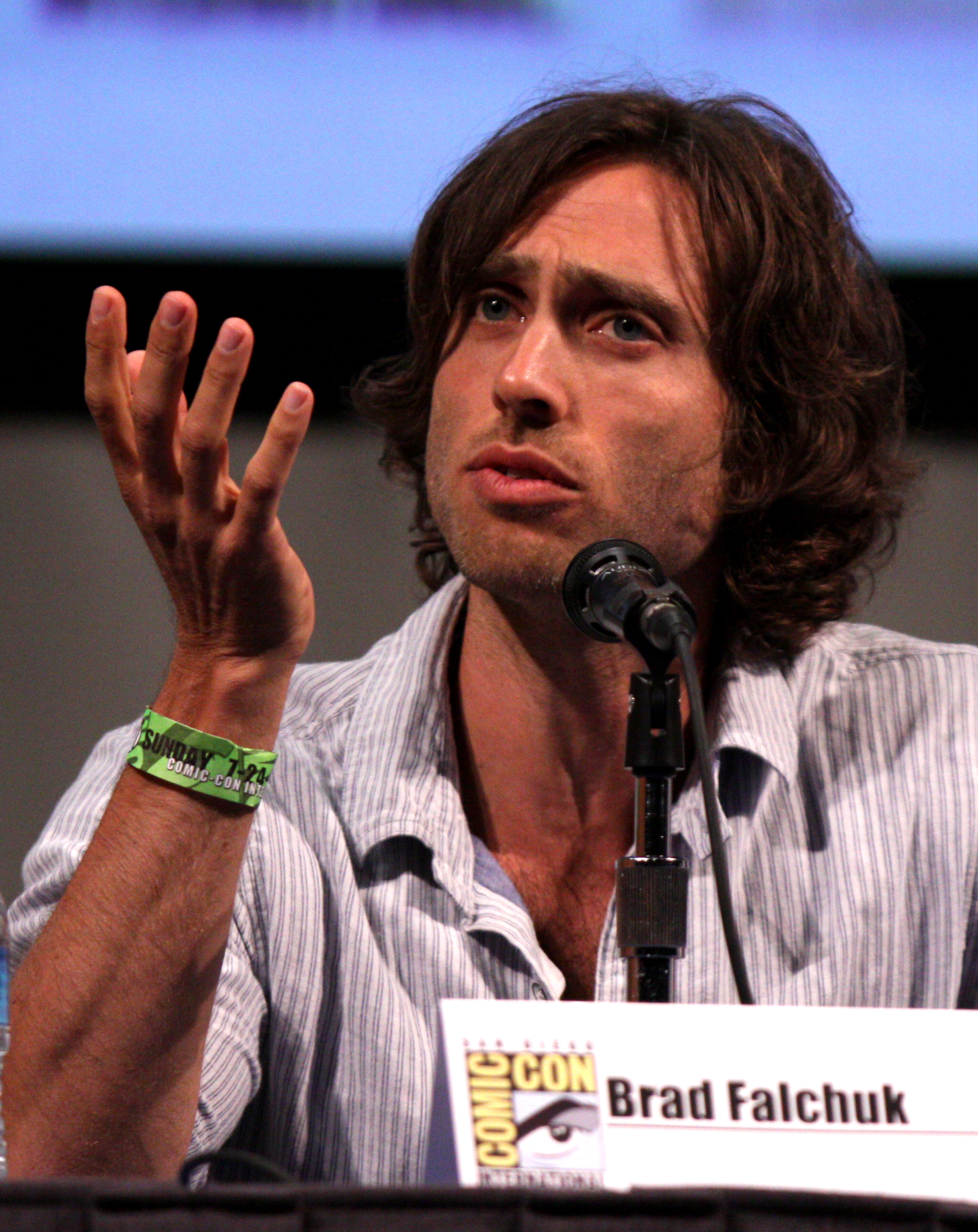
Brad Falchuk, creador de la sèrie.

Al febrer de 2011, FX anuncià oficialment que havia ordenat l'episodi pilot per una possible sèrie de Ryan Murphy i Brad Falchuk, amb ambdós com a guionistes i Murphy dirigint. S'anuncià que Dante Di Loreto seria el productor executiu. La producció de la sèrie comença a l'abril de 2011. El 18 de juliol de 2011, FX anuncià oficialment que el projecte s'havia convertit en una sèrie.

### Escriptura
Murphy i Falchuk escrigueren el guió de l'episodi pilot, amb Murphy dirigint. El 3 d'agost del 2011, s'anuncià que Tim Minear, Jennifer Salt, James Wong i Jessica Sharzer s'havien unit a la sèrie com a guionistes.

### Càsting

#### Primera Temporada
Els anuncis del càsting començaren el març de 2011, amb Connie Britton sent la primera a ser escollida, interpretant al personatge femení principal, Vivien Harmon. Britton digué que havia sigut un risc prendre el paper de Vivien. Quan Murphy li presentà el paper, ell digué, "Això és quelcom que nosaltres mai t'hem vist fer anteriorment. Canviarà el que has estat fent." Ella estava intrigada pel que ell li presentava i finalment, decidí prendre el paper. En una entrevista amb Entertainment Weekly, el co-creador de la sèrie, Ryan Murphy, digué que ell li va dir a Connie Britton, anteriorment, que el seu personatge Vivien moriria en la primera temporada. "Realment teníem tota la temporada traçada des del començament", digué. "En les reunions amb els principals actors, els personatges principals, Connie, Dylan [McDermott] i Jessica [Lange], mentres intentàvem atrapar-los, vam ser caçador de dir que aquí és on comences, aquest és el començament, i així és com acabes. Així que, sí, vaig ser capaç de dir-li a Connie realment tota la sèrie."
Denis O'Hare s'uní a l'elenc a finals de març com també Larry Harvey. Jessica Lange s'uní a l'elenc a l'abril com Constance, fent el seu primer paper regular a la televisió. Lange se sentia atreta pel paper perquè no requerà un compromís de 22 episodis com una sèrie. "¡Això va ser gran per mi", digué ella. "No estava a punt de comprometre'm a sis mesis. M'han ofert sèries abans, i determinava no fer-ho, perquè no puc fer aquest tipus de compromís per poc temps".
Dylan McDermott fou elegit com el protagonista Ben Harmon a finals d'abril. El seu personatge fou descrit inicialment com "un guapo i masculí terapeuta però sensible, que estima a la seva família però ha ferit a la seva esposa". McDermott digué que volia fer el paper per trencar el seu anterior paper com a Bobby Donnell en la sèrie The Practice. "Aquest fou exactament el perquè vaig voler fer aquesta sèrie – per canviar i fer un personatge diferent. Les persones pensen de mi com el tipus de The Practice... Volia canviar aquesta noció en el seu cap i amb esperança estic fent això", digué.
Al maig, Taissa Farmiga i Evan Peters foren els últims actors en ser escollits, interpretant a Violet Harmon i Tate Langdon. Farmiga digué que estimà a Violet "immediatament" i que "Ella tenia ànim per a ella, ella tenia actitud". Murphy ha descrit a Tate como el "verdader monstre" de la sèrie, afegint: "Per al gran crèdit d'Evan i el crèdit dels escriptors, crec que Evan ha fet un treball increïblement difícil en fer un monstre simpàtic." Zachary Quinto s'uní al repartiment a l'agost com Chad, l'antic propietari de la casa. Teddy Sears fou elegit per interpretar a Pat la parella de Chad.

### Filmació

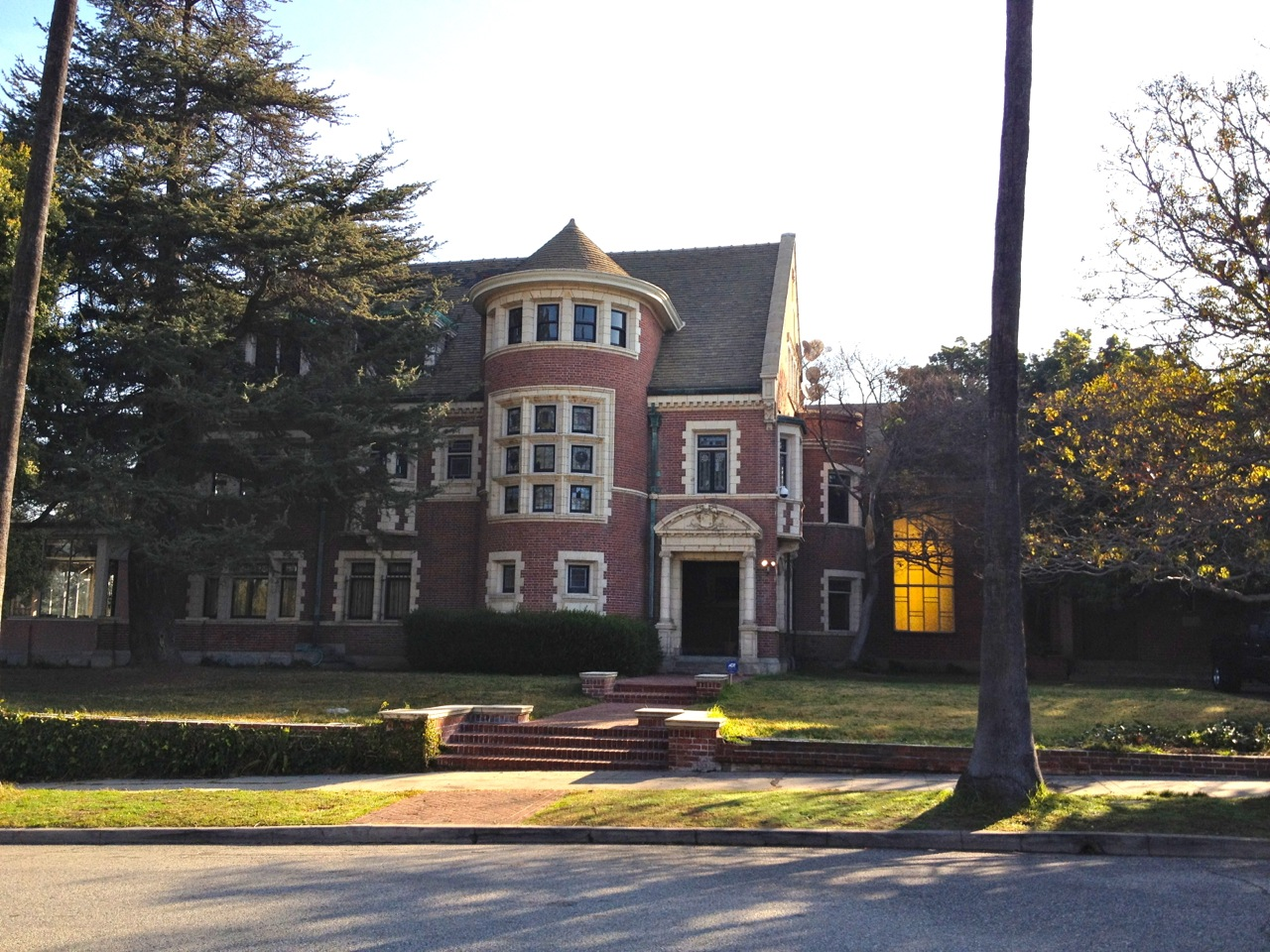
1120 Westchester Place, ubicació de la casa que apareix a la sèrie.

L'episodi pilot fou rodat en una casa a Country Club Park, Los Angeles, Califòrnia, que serveix como la casa encantada i escena del crim en la sèrie. Dissenyada i construïda als voltants de 1908 per Alfred Rosenheim, el president de l'Institut Estatunidenc d'Arquitectes a Los Angeles, la casa anteriorment havia sigut utilitzada com a convent. Una capella adjunta fou eliminada utilitzant tècniques de CGI.
La serie està filmada en sets que són una rèplica exacta de la casa. Detalls com les finestres Louis Comfort Tiffany, i les làmpades de bronze, foren recreades per preservar l'aspecte de la casa.

### Títol de la seqüència inicial
El títol de seqüència inicial fou creat per Kyle Cooper i la seva companyia Prologue. També creà el títol de la serie The Walking Dead i la pel·lícula de 1995, Se7en. El tema musical fou compost per César Davila-Irizarry i el músic Charlie Clouser. La seqüència està feta al soterrani dels Harmon i inclou imatges de nens, no nascuts (o avortats), bebès en gerros, calaveres, un vestit de bateig, un uniforme d'infermera, i una figura sostenint un parell de tisores cobertes de sang. Murphy ha descrit la seqüència com un mini-misteri i digué que "En el moment en què vegis el novè episodi d'aquesta temporada, cada imatge en aquesta seqüència serà explicada".